# 關東山地
關東山地（日语：／ Kantō sanchi */?）是分隔關東地方（群馬縣、埼玉縣、東京都、神奈川縣）與中部地方（長野縣、山梨縣）的山地。北至碓氷峠，南至丹澤山地，其中相模川以北為秩父山地。東至南北走向的八王子構造線，西至千曲川。最高峰是奧秩父山塊的北奧千丈岳（2,601公尺）。
本地是信濃川水系、利根川水系、荒川水系、相模川水系、多摩川水系、富士川水系的源頭。主要山岳有甲武信岳、金峰山、大菩薩嶺、御座山等。秩父山地北部的高天原山（御巢鷹之山脊）曾發生空難（日本航空123號班機空難）。
北部有秩父多摩甲斐國立公園，南部有丹澤大山國定公園與明治之森高尾國定公園。